# Giorgio Mondadori
Giorgio Tomaso Mondadori (Ostiglia, 20 giugno 1917 – Figline Valdarno, 10 gennaio 2009) è stato un editore e dirigente sportivo italiano.

## Biografia
Giorgio Mondadori è nato a Ostiglia, in Lombardia, il 20 giugno 1917: figlio di Arnoldo e fratello di Alberto, Mimma e Cristina Mondadori, cugino di Mario, Giorgio e Furio Monicelli, nipote di Tomaso Monicelli, fu presidente della Casa editrice Mondadori dal 1968 al 1976. 
Durante la sua presidenza commissionò all'architetto brasiliano Oscar Niemeyer il complesso cinto da un grande lago che, dal 1975, è la sede del Gruppo Mondadori a Segrate, vicino a Milano.
In ambito sportivo, è stato presidente dell'Associazione Calcio Verona dal 1953 al 1958, anno della fusione con l'Hellas Verona Football Club, portando i gialloblù a esordire in Serie A nella stagione 1957-1958. 

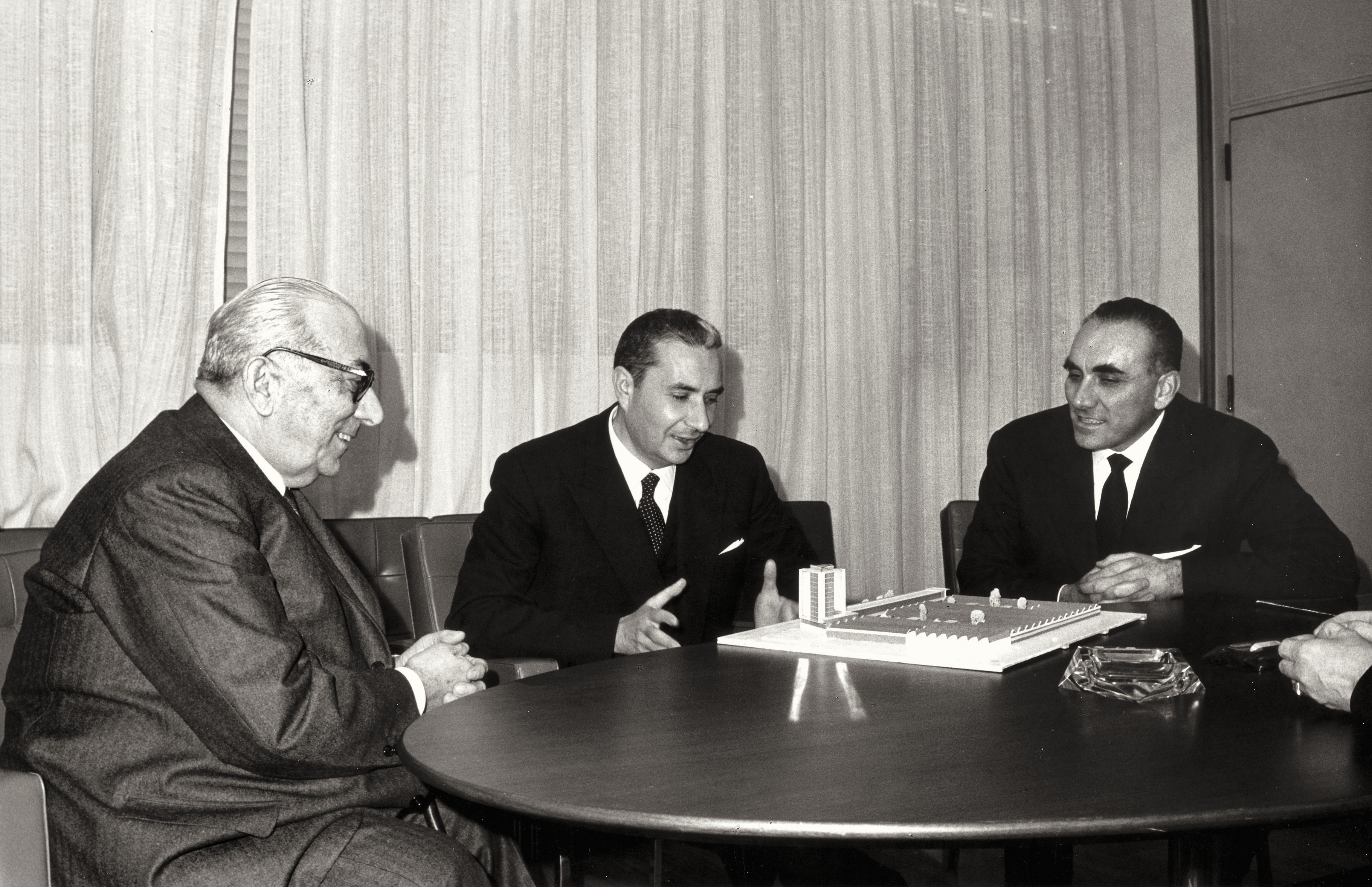
Giorgio Mondadori (a destra) con il padre Arnoldo (a sinistra) e Aldo Moro (al centro)

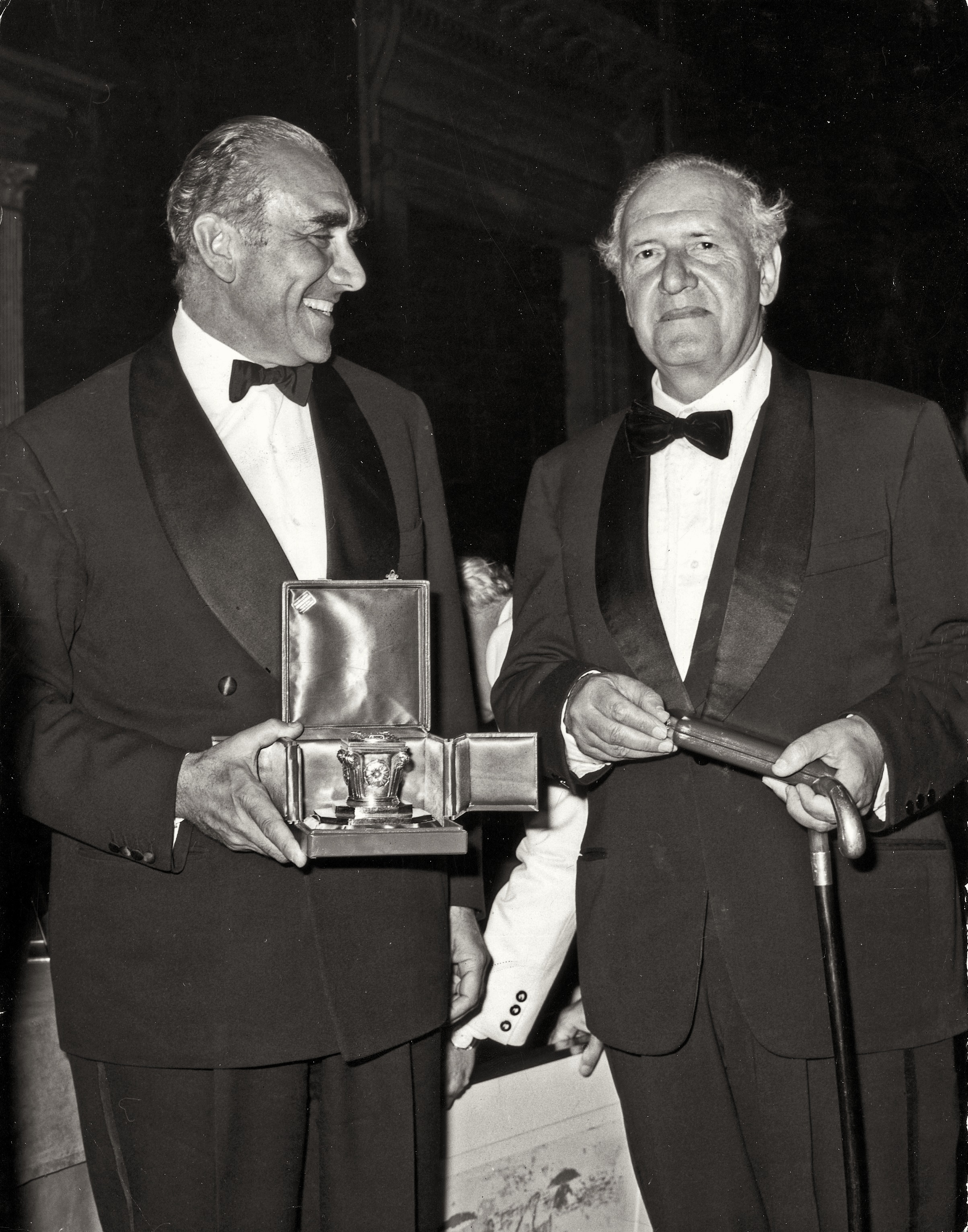
Giorgio Mondadori (a sinistra) durante una premiazione con lo scrittore Mario Tobino

Fondò alcune riviste come Millelibri (1987-1993), Airone, Bell'Italia, Bell'Europa, In Viaggio, Gardenia e Arte e antiquariato. 
Nel 1976 partecipò alla fondazione del quotidiano la Repubblica, di cui fu per un breve periodo coeditore insieme a Carlo Caracciolo. Sempre nel 1976 venne estromesso dalla Mondadori dalle sorelle che lo misero in minoranza, unendo le loro quote azionarie e, come ricorderà egli stesso:
Disse a tal proposito anche questo:

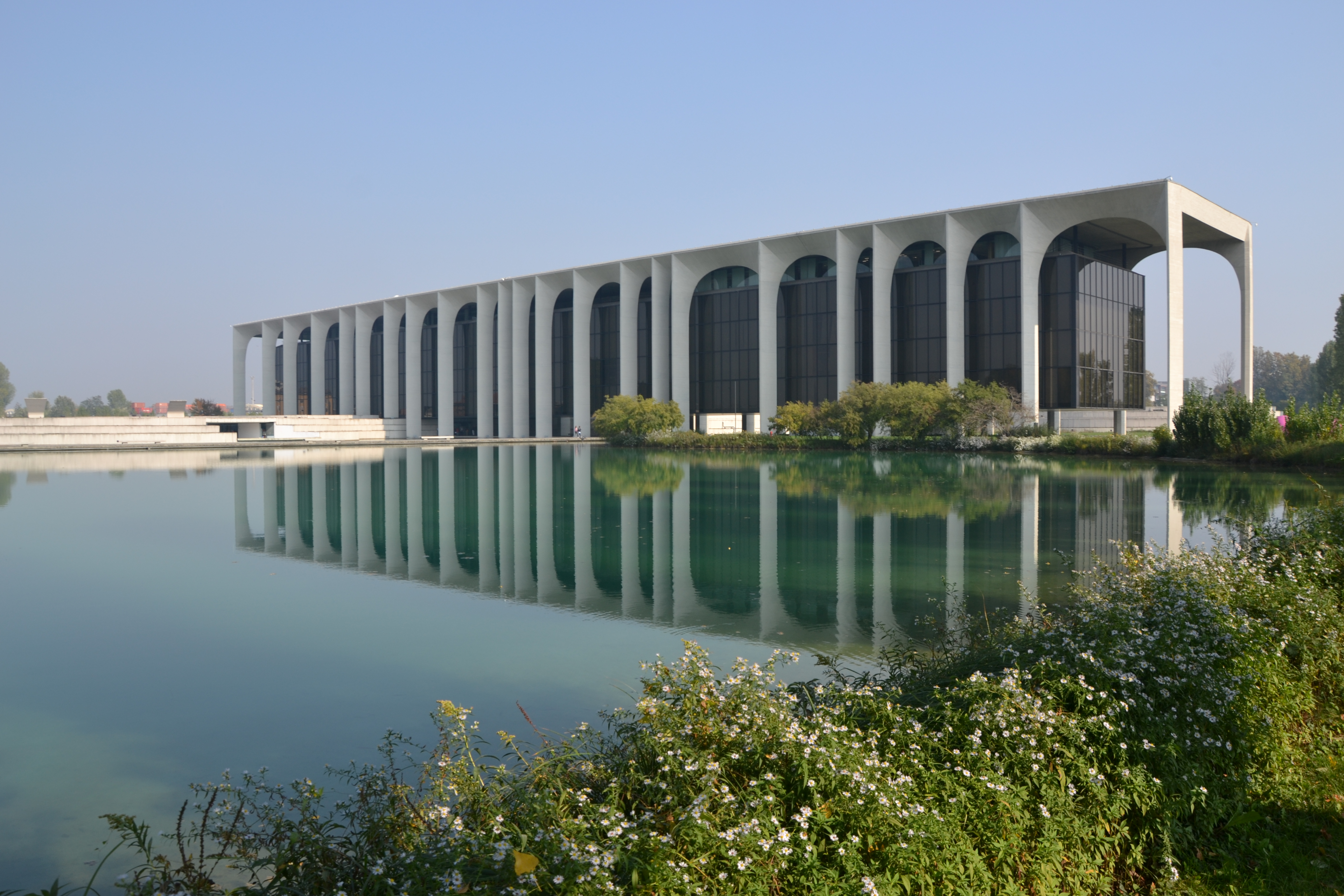
La sede della Mondadori a Segrate, progettata dall'architetto Oscar Niemeyer

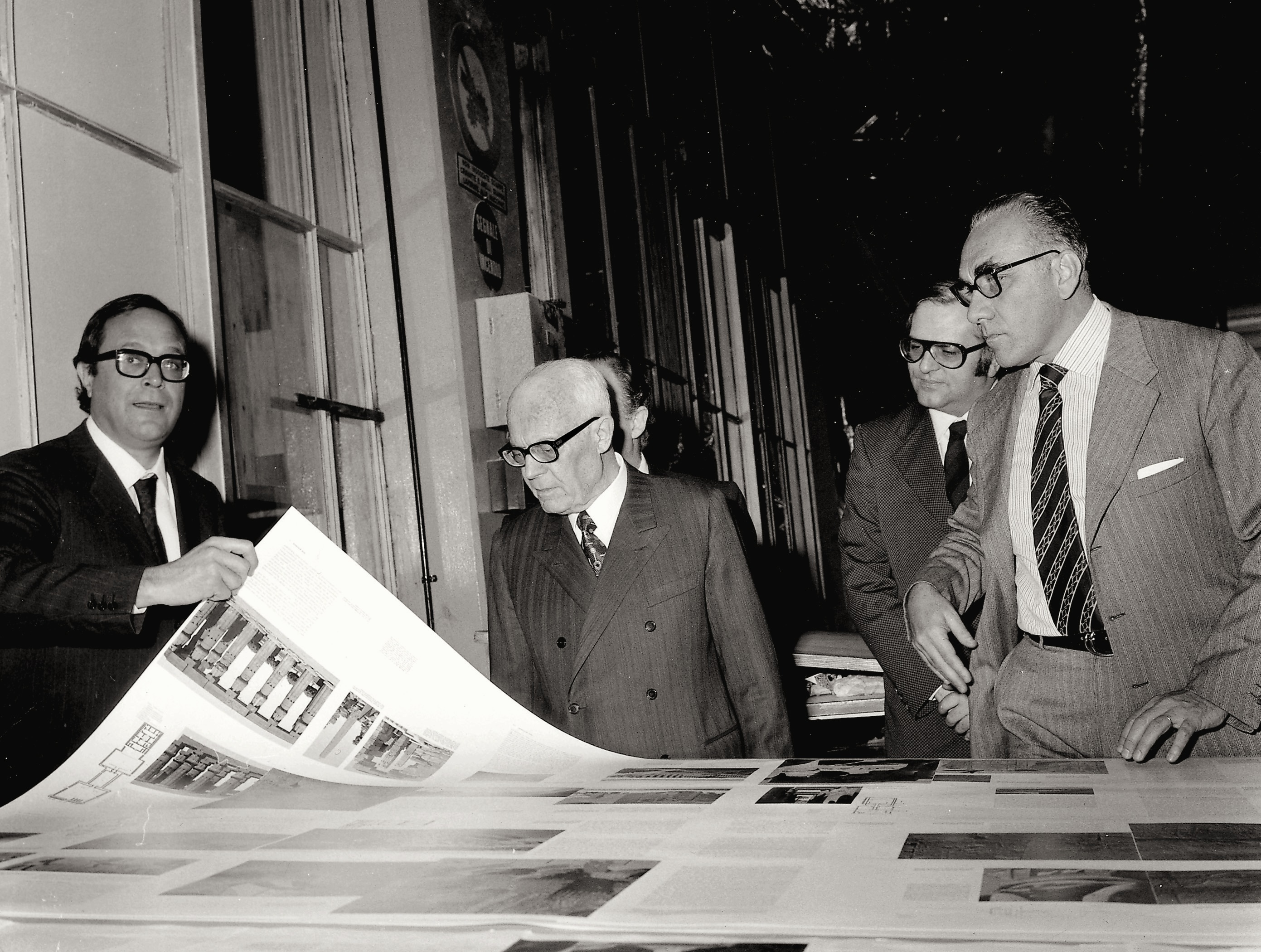
Giorgio Mondadori (a destra) con il Presidente della Repubblica Sandro Pertini (al centro)

Nel 1977 Giorgio Mondadori cedette il 25% del pacchetto azionario della Mondadori, lasciò la presidenza e fondò una propria casa editrice, la Giorgio Mondadori e Associati. 
L'azienda si è specializzata nei mensili destinati a un pubblico medio-alto: Architectural Digest (AD); Airone, Gardenia; Antiquariato; Gioielli; Playboy e Sirio. Nel 1996 il gruppo è stato ristrutturato: sono state vendute alcune riviste (tra cui AD, ceduta alla Condé Nast), l'organico aziendale ha subito una riduzione. Nel 1999 l'intera casa editrice è stata ceduta all'imprenditore ed editore Urbano Cairo.
Giorgio Mondadori è morto il 10 gennaio 2009 in una clinica privata di Figline Valdarno, in Toscana, lasciando la moglie Nara Panconesi e i figli Claudia, Nicolò e Paolo. La sua salma è stata cremata, e le sue ceneri sepolte nella tomba di famiglia, al Cimitero Monumentale di Milano.